# Dainichi-ji
Pour les articles homonymes, voir Dainichi-ji (Tokushima).
Dainichi-ji (大日寺) est un temple de l'école Kōya-san du bouddhisme Shingon. 

## Localisation et description
Il est situé à Itano, dans la préfecture de Tokushima au Japon. 
C'est le 4e temple du pèlerinage de Shikoku. On y accède, depuis le temple 3 Konsen-ji, après une marche en ville d'environ 5 km en ville. Il est situé sur une colline à une altitude de 73 m. 
En 2015, le Dainichi-ji est désigné Japan Heritage avec les 87 autres temples du pèlerinage de Shikoku. 

## Histoire
Le temple aurait été fondé par Kōbō Daishi qui a aussi sculpté la principale image,, la statue de  Dainichi Nyoraila . 